# Sakja Pandita

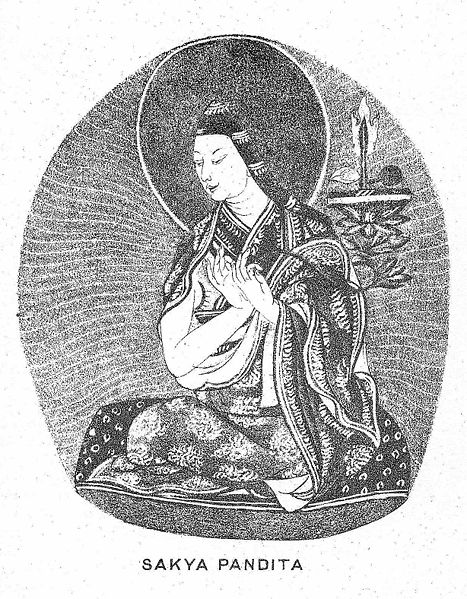
Sakya Pandita

Sakja Pandita Kunga Gyeltsen, Kunga Gylatshan Pal Zangpo (tyb.: ས་སྐྱ་པཎྜི་ཏ་ཀུན་དགའ་རྒྱལ་མཚན་།, Wylie: sa skya paṇḍita kun dga’ rgyal mtshan, tyb.: Sa’gya Pandita Günga Gyaincain; 1182–1251 r. n.e.) – wielki tybetański przywódca duchowy, jeden z najbardziej wpływowych buddyjskich uczonych oraz scholastyków. 
Sakja Pandita był czwartym z pięciu znamienitych mistrzów – twórców jednej z głównych tradycji duchowej Tybetu, tradycji sakja. Bratanek wielkiego mistrza Sonam Tsemo, dzierżawcy tradycji sakja. Ze względu na jego wkład dla historii buddyzmu w Tybecie jest uważany obecnie wraz z Tsongkhapą i Longczenpą za główną postać buddyzmu tybetańskiego, która jest niczym emanacją Mandziuśriego. Kunga Gyeltsen jest powszechnie znany jako Sakja Pandita, czyli "wielki uczony, z sanskrytu pandita" tradycji sakja. Znawca i twórca w wielu dziedzinach w tym medycyny, filozofii, gramatyki, dialektyki, poezji, sanskrytu, astrologii oraz przede wszystkim wielki mistrz tantryczny i twórca dzieł tantrycznych, w szczególności systemu Lamdre. Jego sława była tak wielka, że dotarła do Indii, skąd przybyło wielu mistrzów tradycji niebuddyjskich, których nawrócił w debatach doktrynalnych. W momencie gdy Tybet znalazł się pod panowaniem Chana Kubilaja, Sakja Pandita zainicjował początek długich związków między sakjapami a mongolskimi zwierzchnikami Tybetu, do tego stopnia, że zawarł on traktat pokojowy i zainicjował zakończoną sukcesem misję nawracania państwa Mongołów na buddyzm. Chan Kubilaj przyjął wówczas bratanka Sakja Pandity o imieniu Pagpa (wylie: Gro-mgon Chos-rgyal ‘Phags-pa Blo-gros rgyal-mtshan, 1235 – 1280) w 1253 r. n.e. jako swojego najwyższego mistrza duchowego i doradcę w sprawach politycznych. Owe relacje religijno-polityczne sakjapów wiele wieków później zastąpiły relacje między Dalajlamami, a następnymi władcami mongolskimi.

## Wykaz głównych dzieł Sakja Pandity

### Pięć głównych dzieł
- Pramanayuktinidhi (tłum. Kopalnia o Logice, ang. Treasury of Logic on Valid Cognition, transliteracja Wyliego: Tshad ma rigs pa'i gter) – dzieło epokowe, magnum opus, w zaistnieniu wiedzy o logice, analitycznym wnioskowaniu w nauce tybetańskiej zebrane w jedenastu działach.
- Trisambvaraprabedha (tłum. Rozróżnienie Trzech Kodeksów Moralnego Postępowania, ang.: Discrimination of the Three Vows, transliteracja Wyliego: sDom-gsum rab-dbye) – dzieło o kodeksie moralnego postępowania w buddyzmie harmonizujące podejścia Pratimokszy Winai, postępowania mahajanistycznego Bodhisattwy oraz postępowania według wadżrajany,
- Munimataprakasha (tłum. Wyjaśnienie Intencji Świętego, ang. Clarifying the Sage's Intention, transliteracja Wyliego: Thub pa'i dgongs gsal) – dzieło harmonizujące poglądy madhjamaka Nagardżuny i Natura Buddy Majtrei zebrana w siedmiu działach,
- (tłum. Brama mędrców, ang. The Entrance Gate for the Wise, transliteracja Wyliego: Mkhas pa rnams 'jug pa'i sgo, opublikowana po angielsku jako "The Entrance Gate for the Wise (Section III). Saksya Pandita on Indian and Tibetan Traditions of Pramana and Philosophical Debate." przez David P. Jackson (Arbeitskreis fur Tibetisch und Buddhistiche Studien Universiteit Wein: 1997),
- (tłum. Strofy Sakja pandity, ang. The Elegant Sayings of Sakya Pandita, transliteracja Wyliego: sa skya legs bshad, opublikowana po angielsku jako "Ordinary Wisdom: Sakya Pandita's Treasury of Good Advice." w tłumaczeniu John T. Davenport przez Wisdom Publications, 2000, ISBN 0-86171-161-0).

### Inne dzieła (Transliteracja Wyliego)
- sgra'i bstan bcos
- tshad ma'i bstan bcos sde bdun gyi snying po rig pa'i gter 'grel pa dang bcas pa
- bzo'i bstan bcos
- sku gzugs kyi bstan bcos
- sa brtag pa
- bstan pa rin po che'i rtsis
- yan lag brgyad pa'i bsdus don
- phyogs bcu'i sangs rgyas byang chub sems dpa' la zhu ba'i 'phrin yig dang skyes bu dam pa rnams la springs yig sogs 'phrin yig dang zhus lan mang ba
- grub mtha' rnam 'byed
- pha rol phyin pa'i gzhung lugs spyi'i tshogs chos chen mo
- bdag med ma'i bstod pa'i 'grel pa
- rdo rje theg pa'i man ngag rten 'brel lnga'i yi ge
- lam sbas bshad dang bla ma'i rnal 'byor
- sems bskyed chen mo lung sbyor
- chos nyams su blang ba'i rim pa
- theg pa chen po'i lam gyi rnam gzhag mdor bsdus
- bsngo ba'i yon bshad
- bdag nyid kyi rnam thar nga brgyad ma'i rtsa 'grel
- sdeb sbyor me tog gi chun po
- snyan ngag mkhas pa'i kha rgyan
- mngon brjod tshig gi gter
- zlos gar rab dga'i 'jug pa
- rol mo'i bstan bcos
- byis pa bde blag tu 'jug pa'i 'grel pa
- bstod pa rgyud gsum 'khor lo'i 'grel pa
- sangs rgyas la bstod pa sogs bstod pa mang po mdzad